# Феодора Шлезвіг Гольштейн-Зондербург-Августенборзька
Феодора Августенборзька, повне ім'я Феодора Адельгейд Хелена Луїза Кароліна Густава Пауліна Аліса Йєнні Шлезвіг-Гольштейн-Зондербург-Августенборзька (нім. Feodora Adelheid Helene Luise Karoline Gustave Pauline Alice Jenny von Schleswig-Holstein-Sonderburg-Augustenburg, 3 липня 1874 — 21 червня 1910) — принцеса Шлезвіг-Гольштейн-Зондербург-Августенборзька, донька номінального герцога Шлезвіг-Гольштейну Фредеріка VIII та принцеси Гогенлое-Лангенбурзької Адельгейди. Письменниця, поетеса та художниця-імпресіоністка. 

## Біографія
Феодора народилася 3 липня 1874 року в замку Прінкенау. Вона була найменшою з семи дітей номінального герцога Шлезвіг-Гольштейну Фредеріка VIII та його дружини Адельгейди Гогенлое-Лангенбурзької. Дівчинка мала старших сестер Августу-Вікторію, Кароліну Матильду, Луїзу Софію та брата Ернста Гюнтера. Ще два брати померли немовлятами до її народження.
Мешкало сімейство у замку Прінкенау в Нижній Силезії, зиму проводили в Готі. Аугустенбургам також належали замок Ґрастен у Ютландії та ферма у Швеції.
Батько помер, коли Феодорі було п'ять. Матір більше не одружувалася. Освітою дівчинки займалися приватні вчителі та гувернантки. 
На відміну від сестер, які були білявками, Феодора мала темне волосся і, як вважається, великий ніс, тому сучасники вважали її найменш привабливою із аугустенбурзьких принцес. Однак, газети писали про її привабливість та силу характеру.Дівчина знала кілька мов та мала хист до малювання.
У 1895 році її сестра Августа Вікторія, яка стала німецькою імператрицею, вирішила влаштувати її подальшу долю через шлюб із італійським кронпринцом Віктором Емануїлом. Вона сама поїхала до Італії, де зустрілася із матір'ю потенційного нареченого Маргаритою Савойською, а також завітала до Папи Римського. Правляча верхівка Німеччини та Італії радо вітала можливість цього союзу. Здавалося, питання із заручинами вирішено, проте, після її повернення до Німеччини, Віктор Емануїл раптово зробив шлюбну пропозицію чорногорській принцесі Олені, яка до того ж сповідувала православ'я. 

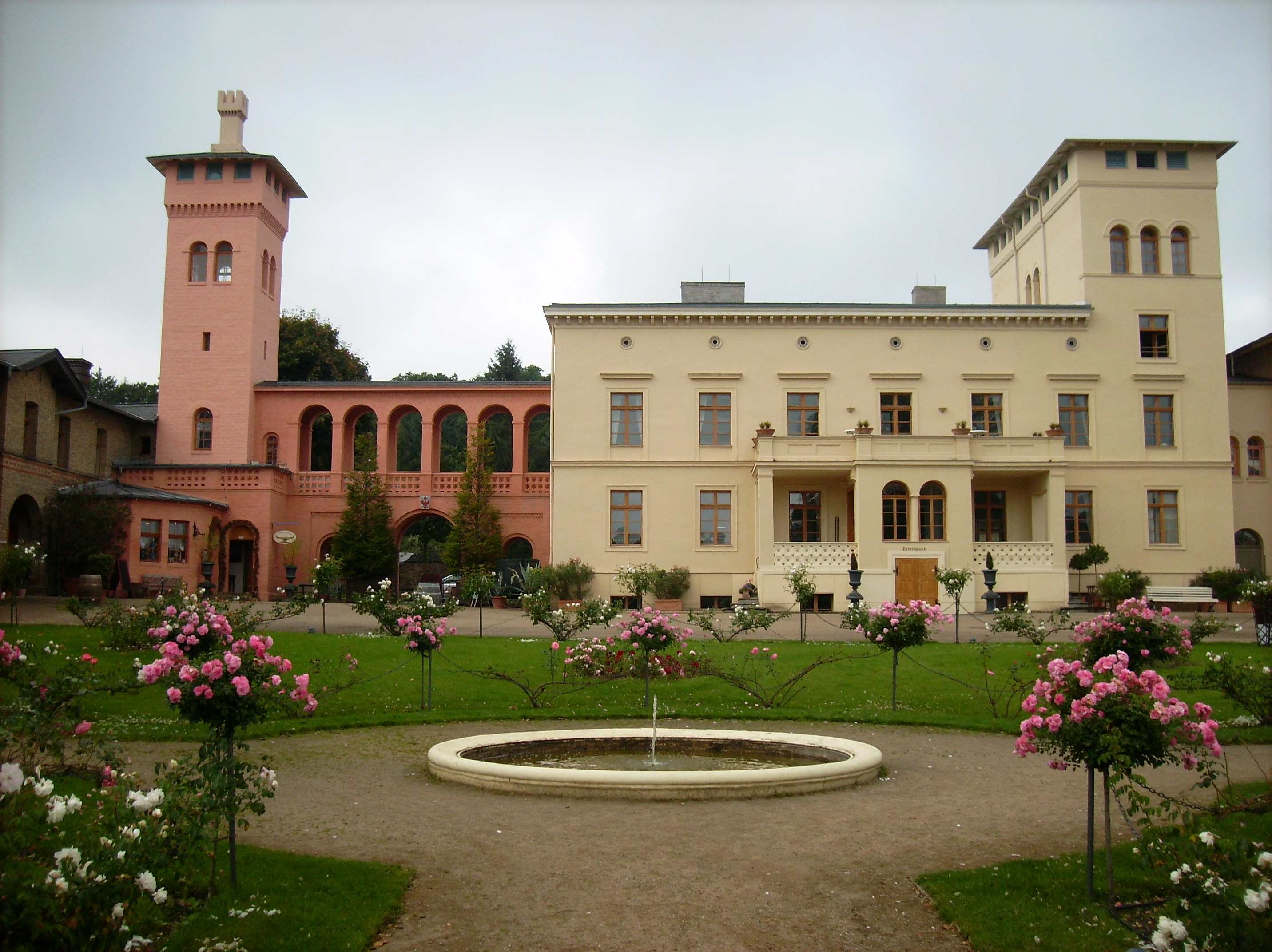
Маєток Борнштедт, де Феодора провела останні роки життя

Невдача із заручинами так розізлила кайзера Вільгельма II, що він тривалий час не бажав бачити Феодору. Лише у 1903 році він дарував їй маєток Борнштедт поблизу Потсдама у довічне володіння. Імператриця зрештою відмовилася від спроб видати сестру заміж. В маєтку принцеса створила дружню атмосферу, її часто навідували численні племінники, які називали її улюбленою тіткою. Двір Феодори відвідували художники та письменники. Вочевидь принцеса була дуже популярною.
Не надто розчарована відсутністю чоловіка, принцеса присвятила своє життя мистецтву. Ще у 1899 році вона навідала колонію художників Ворпсведе, де налагодила зв'язки із Генріхом Фогелером, Гансом Ам Енде, Паулою Беккер та Отто Модерзоном. У 1906 році вона вступила до Дрезденської академії образотворчих мистецтв, де потоваришувала із Фріцем Макензеном, який був одним із найвідоміших представників югендстіля Північної Німеччини. Належала до кола друзів Козіми Вагнер у Байройті.
Здійснювала тривалі поїздки, під час яких познайомилася із Гансом Тома та Максом Клінгером. Мотиви для своїх картин, здебільшого у жанрі імпресіонізму, принцеса знаходила в околицях Кронхета та Шлезвіг-Гольштейні. Також з 1906 року вона почала писати вірші та прозу під псевдонімами Феодора Гольштейн та Ф.Хугін, висловлюючись з цього приводуː «В жодному разі я не хочу, щоб мої книжки читали тільки тому, що я сестра німецької імператриці». Її роман «Крізь туман», присвячений батькові, побачив світ у 1908 році у Берліні. Генріх Фогелер працював над його оздобленням.
Феодора була завжди слабка здоров'ям, проте померла раптово 21 червня 1910 року в Гохвельдені. Існують відомості про її смерть від тифу або діабету, проте достеменно причина смерті не встановлена. Принцесу поховали на герцогському цвинтарі у Прімкенау поруч із батьками.

## Нагороди
Королівський орден Вікторії та Альберта (Велика Британія).

## Титули
- 3 липня 1874 — 21 червня 1910 — Її Світлість Принцеса Феодора Шлезвіг-Гольштейн-Зондербург-Августенборзька.